# Хімса (гора)
Хімса — гірська вершина в Сухумському районі Абхазії, найвища точка Бзибського хребта. Висота 3033 м.
Праворуч від гори пролягає перевал Хімса, через який місцеві жителі переганяють худобу. Цією дорогою в 1942—1943 роках проходило забезпечення захисників перевалів Наур, Кізгич, Марухскій.
Ліворуч від перевалу розташований льодовик Хімса, який з 1985 р. зменшився майже вдвічі в розмірі — з 1,5 км до 0,71 км.